# Giuliana Cavaglieri Tesoro
Giuliana Cavaglieri Tesoro (Venezia, 1º giugno 1921 – Dobbs Ferry, 29 settembre 2002) è stata una chimica e accademica italiana naturalizzata statunitense.

## Biografia
Giuliana Cavaglieri nacque nel 1921 a Venezia, in una famiglia ebraica. Suo padre, Gino Cavaglieri, che lavorava in una compagnia di assicurazioni, morì quando Giuliana aveva solo 12 anni. Nel 1938, dopo aver completato la sua formazione di scuola superiore, le fu negato l'accesso al sistema universitario Italiana in conseguenza della promulgazione delle leggi razziali fasciste. Si trasferì in Svizzera e poi nel 1939 negli Stati Uniti.
Negli Stati Uniti, nonostante la giovane età e la scarsa conoscenza iniziale della lingua inglese, le fu concesso di entrare nel programma di dottorato alla Yale University, che completò a tempo di record. Nel 1943, all'età di solo 21 anni, Cavaglieri conseguì il dottorato in Chimica organica. Lo stesso anno sposò Victor Tesoro, con il quale avrebbe avuto due figli.
Dopo il matrimonio, Giuliana Cavaglieri Tesoro ha lavorato nell'estate per la Calico Chemical Company prima di accettare un incarico di ricercatore chimico presso Onyx Oil and Chemical Company nel 1944. Qui è stata promossa a capo del dipartimento di sintesi organica nel 1946, assistente direttore di ricerca nel 1955, e direttore associato nel 1957. Allora è stata nominata assistente direttore di ricerca organica per JP Stevens & Company. In seguito si è trasferita all'Istituto di ricerche tessile per due anni. Nel 1969, ha accettato una posizione come senior chemist a Burlington Industries ed è stata nominata direttore della ricerca chimica nel 1971.
Nel 1972 accettò un posto come visiting professor presso il Massachusetts Institute of Technology, dove ha insegnato fino al 1976, rimanendo parte della Facoltà come professore a contratto e senior researcher fino al 1982. È stata poi nominata research professor presso il Polytechnic Institute of New York University a Brooklyn, New York nel 1982, fino al suo pensionamento nel 1996.
Nel corso della sua carriera, Cavaglieri si è occupata soprattutto della ricerca di nuovi materiali tessili, brevettando nuove fibre ignifughe e soluzioni per prevenire l'accumulo statico nei tessuti sintetici. È stato membro di diverse commissioni della National Academy of Sciences e del National Research Council, concernente problemi di materiali tossici e di sicurezza antincendio.
Numerosi sono stati anche i riconoscimenti ricevuti: dalla Olney Medal della American Association of Textile Chemists and Colorists nel 1963, all'Achievement Award della Society of Women Engineers nel 1978.
Giuliana Cavaglieri morì il 29 settembre 2002 a Dobbs Ferry, NY.